# Miss Fallaci
Miss Fallaci è una serie televisiva italiana ideata da Alessandra Gonnella e Diego Loreggian, diretta da Luca Ribuoli, Giacomo Martelli e Alessandra Gonnella, trasmessa in prima visione su Rai 1 dal 18 febbraio all'11 marzo 2025. Creata da Viola Rispoli e Tom Grieves, la serie è ispirata alla vita della giornalista e scrittrice Oriana Fallaci, interpretata da Miriam Leone.

## Trama
Ambientata alla fine degli anni '50, la serie segue gli inizi della carriera di Oriana Fallaci, quando era ancora conosciuta come "la ragazza del cinema" e lavorava come cronista per il settimanale italiano L'Europeo. Fu in quel periodo che Fallaci trasformò il suo primo viaggio negli Stati Uniti in un'occasione irripetibile, incontrando personalità straordinarie e dipingendo un ritratto tagliente, spesso crudo e ironico, della società americana e del mondo dorato di Hollywood. Quegli anni furono segnati anche da profondi turbamenti personali, tra cui una relazione intensa e tormentata con il collega giornalista Alfredo Pieroni. Un legame carico di passione, ma anche di insicurezze e paure, che alla fine trascinò Fallaci in una spirale di autodistruzione. Soprattutto, però, fu il periodo in cui una giovane donna, con una determinazione e un talento fuori dal comune, scoprì la sua vera missione: raccontare la verità. E comprese che per farlo, le bastava la sua arma più potente: la sua voce, unica e distintiva.

## Episodi
| Stagione       | Episodi | Prima TV |
| -------------- | ------- | -------- |
| Prima stagione | 8       | 2025     |

## Produzione
La serie, premiata al MIA Drama Pitching Forum 2020 con il ViacomCBS International Studios Award come miglior pitch di serie internazionale, è stata sviluppata da Redstring e Minerva Pictures a partire dal cortometraggio vincitore del Nastro d'argento 2020 A Cup of Coffee with Marilyn di Alessandra Gonnella prodotto da Redstring di Diego Loreggian e Angela Salmaso.

## Distribuzione
La serie è stata presentata in anteprima il 21 ottobre 2024 durante la 19ª edizione del Festa del Cinema di Roma. È stata trasmessa in prima visione con i suoi otto episodi su Rai 1 dal 18 febbraio all'11 marzo 2025 in quattro prime serate. Paramount Global Content Distribution ne segue la distribuzione mondiale attraverso le principali piattaforme di streaming.

## Riconoscimenti
- Nastri d'argento - Grandi Serie
  - 2025 – Candidatura alla miglior serie TV - Dramedy[9]